# Ficus nota
Ficus nota là một loài thực vật có hoa trong họ Moraceae. Loài này được (Blanco) Merr. mô tả khoa học đầu tiên năm 1904.

## Hình ảnh

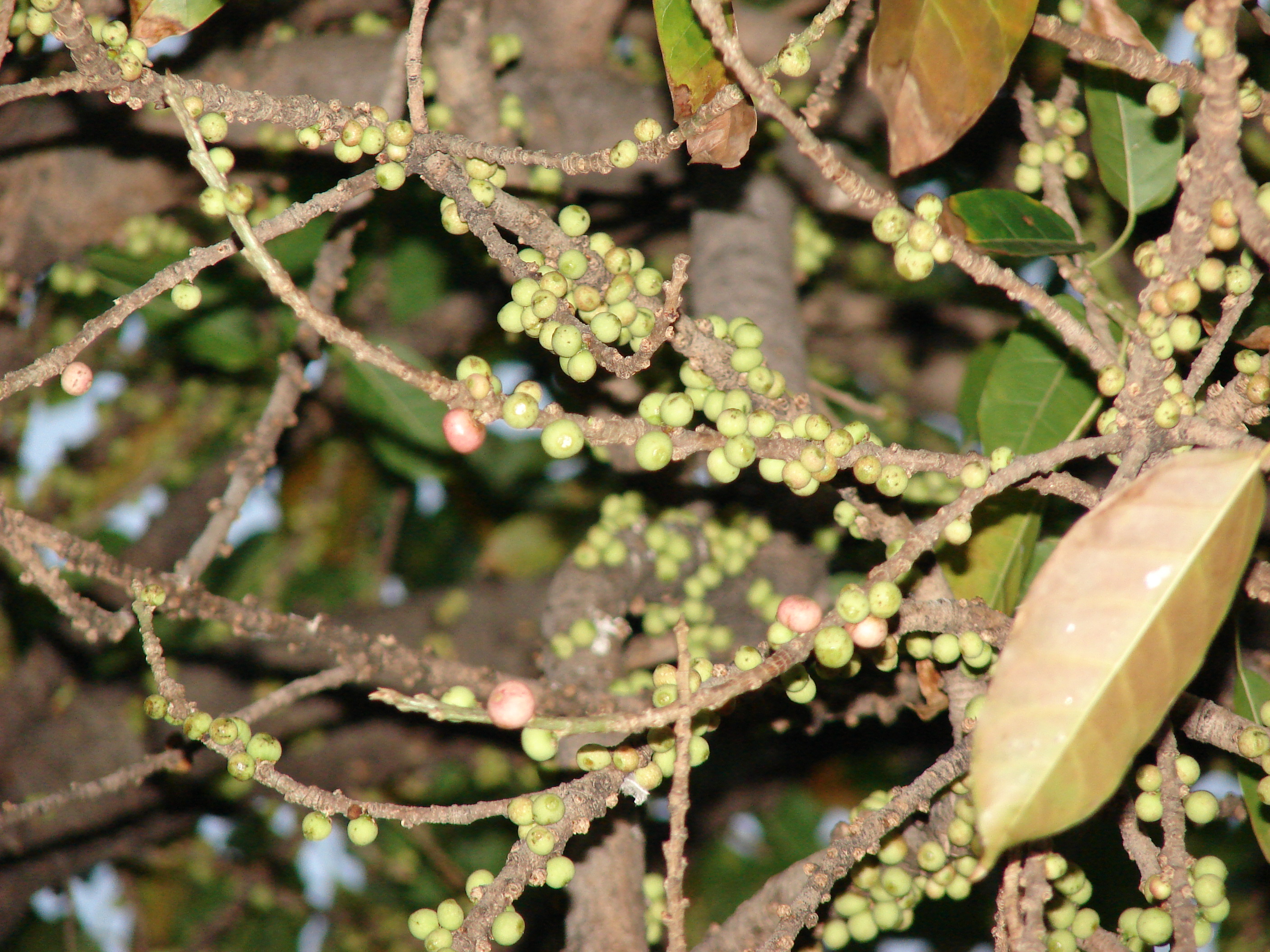
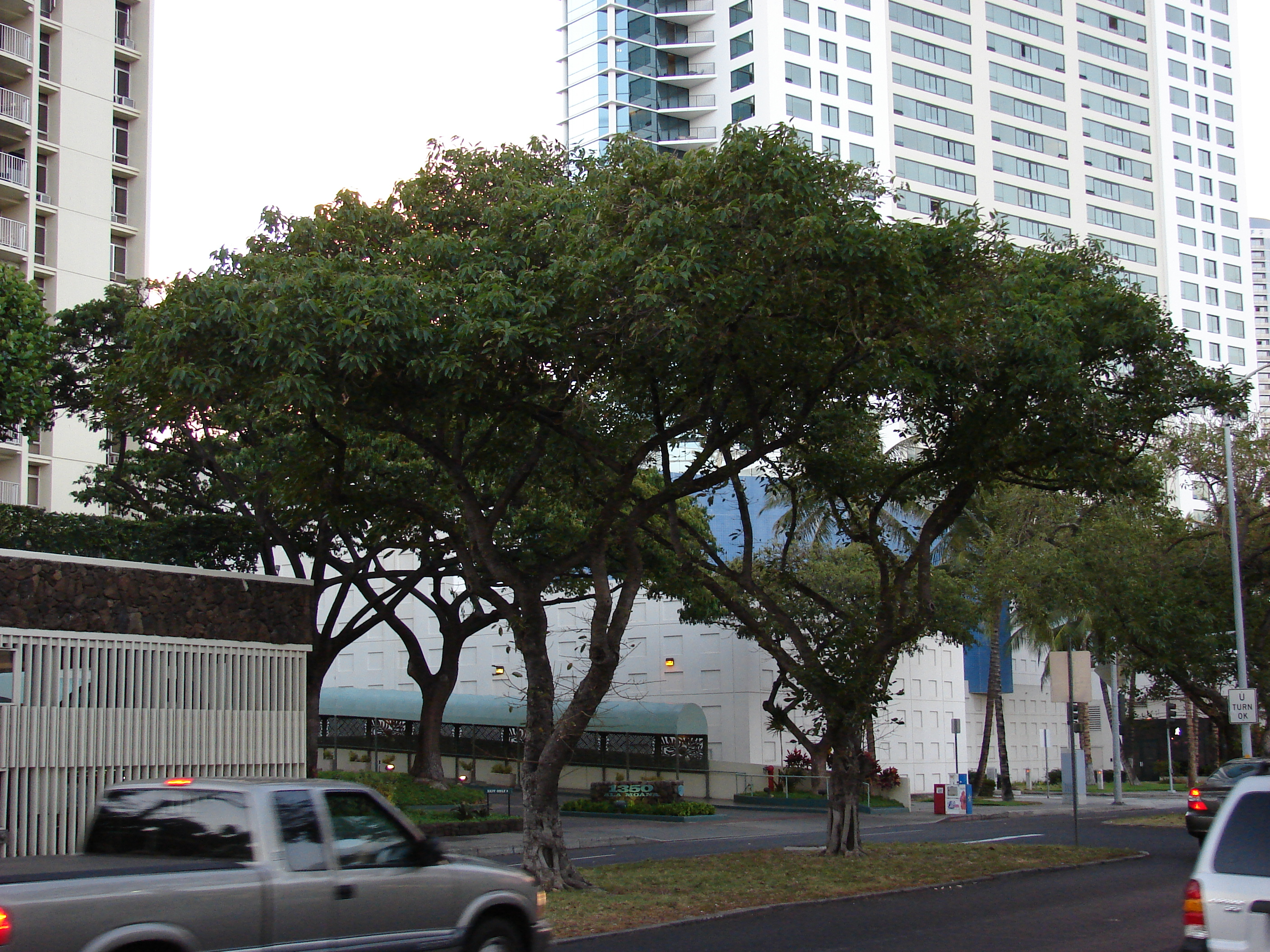
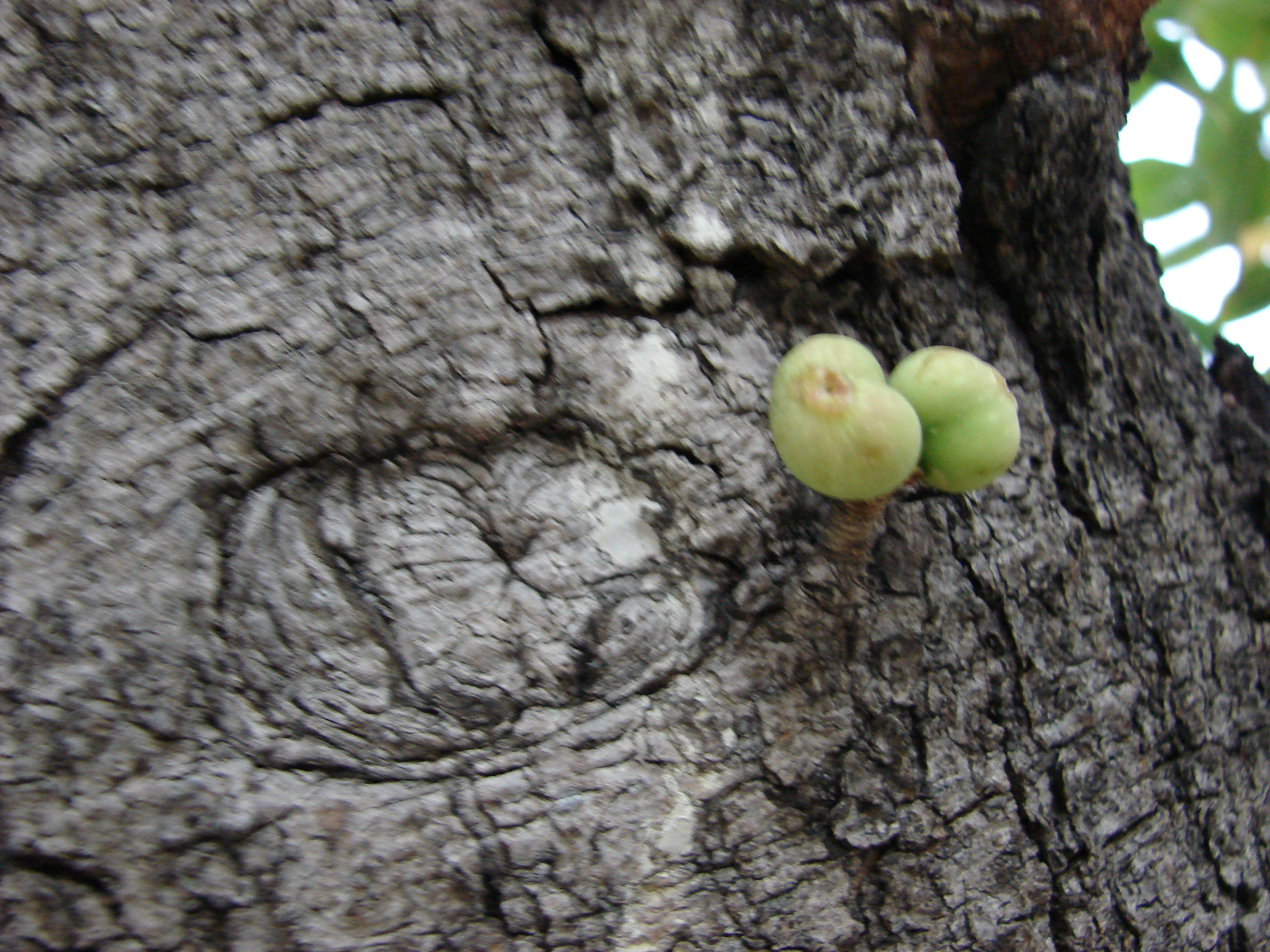
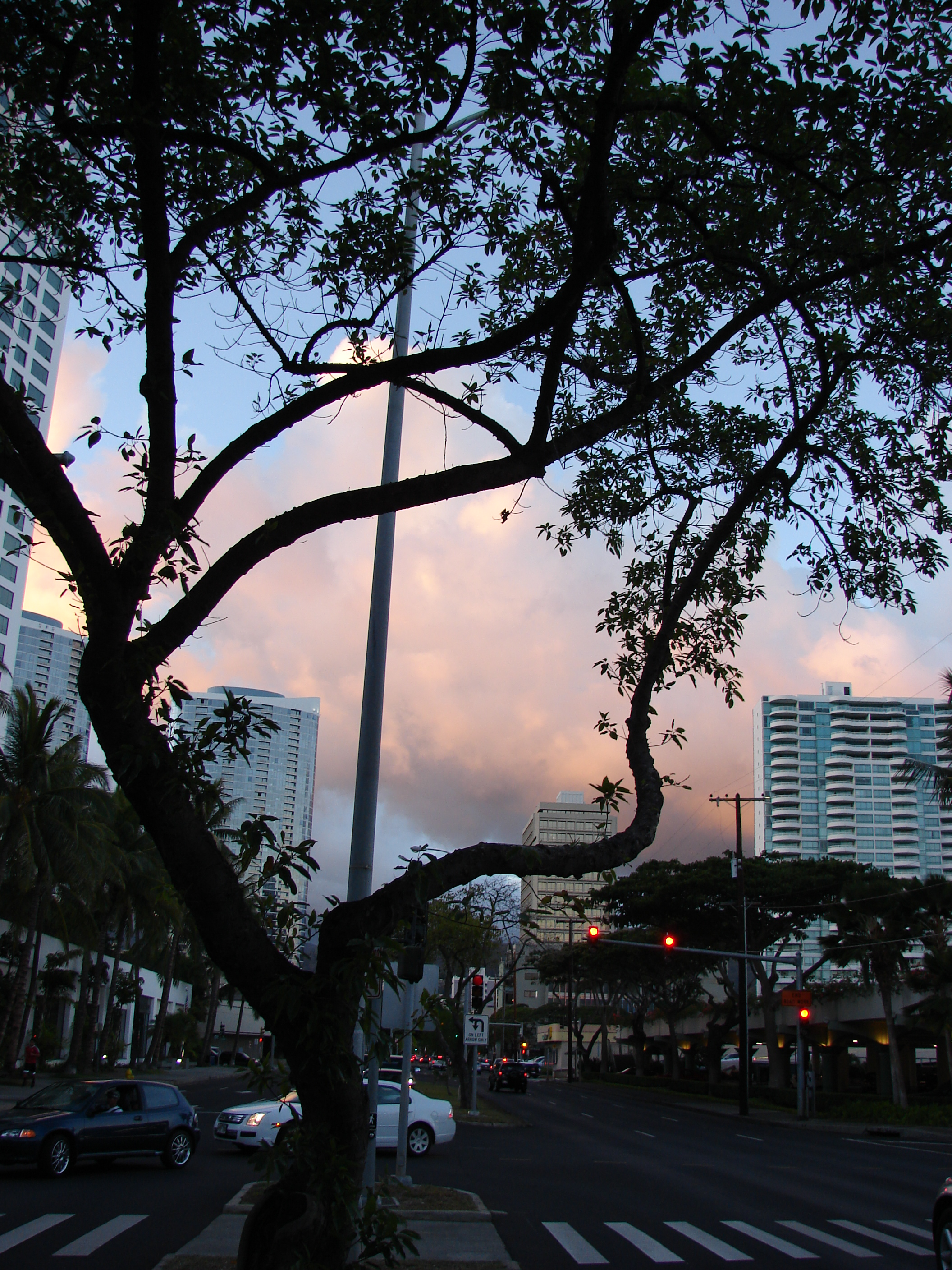